# Местные выборы на Тайване (2022)
26 ноября на Тайване состоялись выборы по избранию окружных магистратов (мэров городов), членов окружных (городских) советов, мэров посёлков, членов поселковых советов и глав деревень (районов) в 6 муниципалитетах и 16 округах (городах). Должностные лица избраны на четырёхлетний срок.
Прошли одновременно с конституционным референдумом 2022 года, в котором предлагалось снизить возрастной порог и предоставить право избирать и быть избранным с 18 лет. Голосование по выборам мэра Цзяи отложено на 18 декабря 2022 года из-за смерти кандидата.
Выборы привели к больши́м потерям для правящей Демократической прогрессивной партии, поскольку все кандидаты в мэры и магистраты на севере потерпели поражение. Цай Инвэнь, действующий президент Китайской Республики, подала в отставку с поста главы партии после голосования.

## История
В ноябре 2021 года Демократическая прогрессивная партия объявила, что перед выборами 2022 года председатель партии выберет кандидатов на посты мэров специальных муниципалитетов. Затем кандидаты подлежат утверждению центральным исполнительным комитетом партии. Населённые пункты, в которых действующие лица, связанные с ДПП, не имели права избираться на третий срок подряд, проведут партийные праймериз. Чтобы оспорить местные должности, занимаемые членами Гоминьдана, Демократическая прогрессивная партия планировала провести внутренние обсуждения, чтобы предложить кандидатов и разрешить лидеру партии выдвигать заинтересованных кандидатов для утверждения центральным исполнительным комитетом.
В сентябре 2020 года сообщалось, что Гоминьдан будет полагаться на опросы общественного мнения при выдвижении кандидатов до выборов 2022 года. Хотя партия поддержала успешный отзы́в члена Законодательного юаня Чена По-вэя из Тайваньской партии государственного строительства, Гоминьдан проиграл последующие дополнительные выборы, чтобы заменить его, и потерпел неудачу в другом отзыве, нацеленном на независимого депутата Фредди Лима. Помимо этих поражений на выборах, предложения, поддержанные Гоминьданом во время тайваньского референдума 2021 года, также не прошли.
Партия «Новая сила» начала выдвигать кандидатов в местные органы власти в январе 2022 года. В июне впервые в истории партии были выбраны кандидаты, поддерживаемые НПП, на посты мэров и магистратов.
14 января 2022 года Центральная избирательная комиссия объявила, что местные выборы состоятся 26 ноября 2022 года. После смерти кандидата Хуан Шао-цзуна 2 ноября 2022 года выборы мэра Цзяи были перенесены на 18 декабря 2022 года. 26 ноября 2022 года с 08:00 до 16:00 было открыто более 17 000 избирательных участков, и на выборах участвовало более 11 000 избирательных участков.
В преддверии выборов тайваньские правоохранительные органы провели рейды в соответствии с Законом о борьбе с проникновением в страну в отношении лиц, подозреваемых в покупке голосов в интересах Китая.

## Результаты
Гоминьдан получил тринадцать мест мэра или магистрата, а ДПП — пять мест. Тайваньская народная партия (ТНП) получила единственное место мэра в городе Синьчжу, поскольку председатель Ко Вэнь-цзе не имел права на переизбрание в Тайбэе. Результаты выборов, хотя в целом соответствовали ожиданиям, всё же стали сокрушительным поражением ДПП, что стало худшим результатом на выборах в истории партии. Президент Тайваня Цай Инвэнь, чьей неудавшейся стратегией было представить местные выборы как демонстрацию неповиновения Китаю, впоследствии подала в отставку с поста председателя партии.